# Чемпіонат України з легкої атлетики в приміщенні 2015
Чемпіонат України з легкої атлетики в приміщенні 2015 серед дорослих був проведений 12-14 лютого в Сумах в манежі Української академії банківської справи. Одночасно визначались чемпіони з багатоборських дисциплін у межах окремого чемпіонату.

## Призери

### Чоловіки
| Дисципліни                | Золото                                                                                  | Золото   | Срібло                                                                      | Срібло   | Бронза                                                                              | Бронза   |
| ------------------------- | --------------------------------------------------------------------------------------- | -------- | --------------------------------------------------------------------------- | -------- | ----------------------------------------------------------------------------------- | -------- |
| 60 метрів                 | Сергій Смелик Київ                                                                      | 6,79     | Роман Кравцов Запорізька область                                            | 6,79     | Ігор Бодров Харківська область                                                      | 6,80     |
| 400 метрів                | Євген Гуцол Сумська область                                                             | 46,72    | Віталій Бутрим Сумська область                                              | 46,83    | Володимир Бураков Запорізька область                                                | 47,76    |
| 800 метрів                | В'ячеслав Олішевський Житомирська область                                               | 1.52,64  | Роман Ярко Житомирська область                                              | 1.52,94  | Дмитро Ніколайчук Київ                                                              | 1.54,51  |
| 1500 метрів               | Станіслав Маслов Київська область                                                       | 3.44,33  | Юрій Кіщенко Одеська область                                                | 3.46,84  | Олександр Борисюк Волинська область                                                 | 3.50,37  |
| 3000 метрів               | Станіслав Маслов Київська область                                                       | 7.59,37  | Іван Стребков Тернопільська область                                         | 8.00,37  | Артем Казбан Дніпропетровська область                                               | 8.08,02  |
| 60 метрів з бар'єрами     | Сергій Копанайко Київ                                                                   | 7,79     | Артем Шаматрин Київ                                                         | 7,99     | Олексій Касьянов Запорізька область                                                 | 8,02     |
| 3000 метрів з перешкодами | Василь Коваль Житомирська область                                                       | 8.44,52  | Микола Нижник Київ                                                          | 8.57,33  | Юрій Грицак Миколаївська область                                                    | 8.57,74  |
| 4×400 метрів              | Житомирська областьМаксим Костічев Дмитро Гедзюк Назарій Дзюбенко В'ячеслав Олішевський | 3.14,85  | Львівська областьМикола Вайда Юрій Трохімчук Олексій Мацкевич Андрій Тиндик | 3.16,63  | Одеська областьАнвар Магомедов Максим Лябін Станіслав Мельников Анатолій Синянський | 3.17,83  |
| Ходьба 5000 метрів        | Олександр Венгловський Житомирська область                                              | 19.47,23 | Олександр Романенко Вінницька область                                       | 20.02,15 | Кирило Андрущенко Київ                                                              | 20.39,17 |
| Стрибки у висоту          | Андрій Ковальов Херсонська область                                                      | 2,28     | Юрій Крімаренко Київ                                                        | 2,26     | Дмитро Яковенко Кіровоградська область                                              | 2,20     |
| Стрибки з жердиною        | Олександр Корчмід Київська область                                                      | 5,50     | Іван Єрьомін Дніпропетровська область                                       | 5,20     | Віталій Пінкевич Львівська область                                                  | 4,90     |
| Стрибки у довжину         | Сергій Никифоров Київська область                                                       | 7,71     | Сергій Крук Тернопільська область                                           | 7,51     | Вадим Адамчук Вінницька область                                                     | 7,50     |
| Потрійний стрибок         | Віктор Ястребов Київська область                                                        | 16,25    | Андрій Станчев Київ                                                         | 15,87    | Дмитро Тидень Хмельницька область                                                   | 15,68    |
| Штовхання ядра            | Віктор Самолюк Київська область                                                         | 18,73    | Дмитро Савицький Одеська область                                            | 18,59    | Андрій Семенов Одеська область                                                      | 18,10    |
| Семиборство               | Василь Іваницький Львівська область                                                     | 5580     | Олександр Паламарчук Київська область                                       | 5545     | Сергій Ярохович Дніпропетровська область                                            | 5432     |

### Жінки
| Дисципліни                | Золото                                                                            | Золото   | Срібло                                                      | Срібло   | Бронза                                                                         | Бронза   |
| ------------------------- | --------------------------------------------------------------------------------- | -------- | ----------------------------------------------------------- | -------- | ------------------------------------------------------------------------------ | -------- |
| 60 метрів                 | Олеся Повх Запорізька область                                                     | 7,22     | Наталя Погребняк Харківська область                         | 7,24     | Наталія Строгова Луганська область                                             | 7,32     |
| 400 метрів                | Наталія Пигида Київська область                                                   | 52,63    | Юлія Олішевська Житомирська область                         | 54,26    | Аліна Логвиненко Донецька область                                              | 55,03    |
| 800 метрів                | Наталія Лупу Чернівецька область                                                  | 2.03,04  | Анастасія Ткачук Запорізька область                         | 2.04,47  | Олена Колесніченко Рівненська область                                          | 2.07,45  |
| 1500 метрів               | Юлія Кутах Донецька область                                                       | 4.27,93  | Наталія Тобіас Донецька область                             | 4.28,31  | Марія Шаталова Житомирська область                                             | 4.28,45  |
| 3000 метрів               | Марія Шаталова Житомирська область                                                | 9.16,65  | Наталія Тобіас Донецька область                             | 9.19,54  | Юлія Кутах Донецька область                                                    | 9.20,59  |
| 60 метрів з бар'єрами     | Анна Плотіцина Харківська область                                                 | 8,06     | Олена Яновська Вінницька область                            | 8,28     | Оксана Шкурат Сумська область                                                  | 8,33     |
| 3000 метрів з перешкодами | Євгенія Прокоф'єва Київ                                                           | 10.36,12 | Оксана Райта Львівська область                              | 10.36,20 | Ганна Печко Дніпропетровська область                                           | 10.37,92 |
| 4×400 метрів              | Донецька областьАліна Логвиненко Дарина Приступа Вікторія Ткачук Вікторія Кащеєва | 3.42,55  | КиївТетяна Мельник Ольга Бібік Оксана Никоряк Оксана Ралько | 3.44,60  | Вінницька областьНаталія Березюк Юлія Чехівська Ольга Босак Олена Колесніченко | 3.45,50  |
| Ходьба 3000 метрів        | Інна Кашина Сумська область                                                       | 12.21,17 | Галина Яковчук Житомирська область                          | 13.12,72 | Олена Шевчук Житомирська область                                               | 13.18,64 |
| Стрибки у висоту          | Оксана Окунєва Миколаївська область                                               | 1,92     | Ірина Геращенко Київ                                        | 1,90     | Юлія Левченко Київ                                                             | 1,86     |
| Стрибки з жердиною        | Марина Килипко Харківська область                                                 | 4,10     | Ольга Зюзіна Київська область                               | 4,00     | Тетяна Гапішко Київська область                                                | 4,00     |
| Стрибки у довжину         | Марина Бех Хмельницька область                                                    | 6,41     | Ілона Кириченко Черкаська область                           | 6,41     | Крістіна Гришутіна Київ                                                        | 6,38     |
| Потрійний стрибок         | Тетяна Пташкіна Луганська область                                                 | 13,67    | Ганна Красуцька Чернігівська область                        | 13,50    | Руслана Цихоцька Чернівецька область                                           | 13,44    |
| Штовхання ядра            | Галина Облещук Івано-Франківська область                                          | 17,94    | Ольга Голодна Київська область                              | 17,74    | Вікторія Савицька Одеська область                                              | 13,97    |
| П'ятиборство              | Аліна Фьодорова Київська область                                                  | 4609     | Катерина Столярова Київ                                     | 3931     | Інна Синиця Полтавська область                                                 | 3754     |

## Онлайн-трансляція
- День 1 на YouTube
- День 2 на YouTube
- День 3 на YouTube